# إلين ريان
إلين ريان (بالإنجليزية: Elaine Ryan)‏ هي كاتبة سيناريو أمريكية، ولدت في 3 أكتوبر 1905 في سان فرانسيسكو في الولايات المتحدة، وتوفي بنفس المكان في 7 يونيو 1981.

## وصلات خارجية
- إلين ريان على موقع IMDb (الإنجليزية)
- إلين ريان على موقع قاعدة بيانات الفيلم (الإنجليزية)